# Hans-Martin Harder
Hans-Martin Harder (* 4. September 1942 in Langenfeld, Landkreis Oststernberg) ist Kirchenjurist und Konsistorialpräsident a. D. des Konsistoriums der Pommerschen Evangelischen Kirche in Greifswald.

## Werdegang
Nach dem Abitur 1961 absolvierte Harder eine Lehre als Bankkaufmann, die er 1963 abschloss. Von 1963 bis 1970 folgte die staatlich nicht anerkannte Kirchenjuristenausbildung in Naumburg. Von 1970 bis 1976 nahm Harder an einem juristischen Fernstudium an der Humboldt-Universität Berlin teil, das er mit dem Abschluss eines Diplom-Juristen beendete.
Harder war seit 1967 als Konsistorialreferendar, Konsistorialassessor, Konsistorialrat und schließlich Oberkonsistorialrat im Konsistorium der damaligen Evangelischen Landeskirche Greifswald tätig. 1985 übernahm er die Leitung dieser Kirchenbehörde, ab 1990 mit dem Titel eines Konsistorialpräsidenten.
Von 1990 bis 1996 war Harder nebenamtliches Vorstandsmitglied der Bank für Kirche und Diakonie, anschließend Mitglied des Aufsichtsrates. Von 1992 bis 2002 war er Mitglied des Beirates der Hanse-Merkur Versicherungsgruppe Hamburg. Seit 1972 hatte er einen Lehrauftrag für evangelisches Kirchenrecht an der Theologischen Fakultät der Universität Greifswald.
Harder war Mitglied, teilweise Vorsitzender in zahlreichen Gremien der Diakonie und überregionalen kirchlichen Einrichtungen und Diensten.
Nach Auseinandersetzungen mit der Landessynode im Herbst 2003 wegen finanzieller Schwierigkeiten des Wichernvereins e. V. wurde im Einvernehmen zwischen ihm und der Kirchenleitung sein Dienstverhältnis mit Wirkung vom 1. Oktober 2004 beendet.
Sein Nachfolger wurde der Rechtsanwalt Peter von Loeper.

## „Inoffizieller Mitarbeiter“ des Ministeriums für Staatssicherheit
Ab 1988 führte das Ministerium für Staatssicherheit Harder unter der Registriernummer I/1588/88 mit dem Decknamen „Dr. Winzer“ als „Inoffiziellen Mitarbeiter im besonderen Einsatz“ (IME). Nach dem Ende des DDR-Regimes kam ein Untersuchungsausschuss der Evangelischen Kirche in Deutschland nach Aktenstudium zu dem Urteil, Harder habe zwar als IM seine Amtspflichten gegenüber der Kirche verletzt, sei aber zu keinem Zeitpunkt Mitarbeiter des MfS gewesen. Es sah daher von einer Empfehlung, ein Disziplinarverfahren durchzuführen, ab. Harder wurde nach einer kurzen Beurlaubung während der Untersuchung in alle seine Ämter wieder eingesetzt >Kirchliches Jahrbuch für die EKD 123/2 (1996)>

## Publikationen
- Veröffentlichungen zu kirchenrechtlichen Problemen und Fragen der kirchlichen Wirtschaft
- Beiträge, Vorträge, Interviews zu Fragen des Kirchenrechts und der Leitung der Kirche
- Vorlesungen zum Völkerrecht und zum Kirchenrecht
- Herausgeber der ergänzbaren Rechtssammlung Recht der Pommerschen Evangelischen Kirche (1998 ff., ISBN 3-472-01840-2)